# Michael Eisenring
Michael Eisenring (* 29. März 1993 in Wil SG) ist ein Schweizer Fussballspieler, der beim FC St. Gallen in der Raiffeisen Super League unter Vertrag stand.

## Karriere
Michael Eisenring begann beim FC Sirnach mit dem Fussballspielen. Es folgten Wechsel zum Team Thurgau und dem FC Wil, ehe er sich dem Nachwuchs des FC. St. Gallen anschloss. Ab 2012 kam er in der 2. Mannschaft des FCSG zum Einsatz und führte diese 2013/14 als Captain zum Klassenerhalt. Im entscheidenden Spiel gegen YF Juventus Zürich erzielte er das entscheidende Tor zum 1:0-Endstand in der Nachspielzeit.
Auf die Rückrunde 2014/15 hin wurde Eisenring von Trainer Jeff Saibene ins Kader der ersten Mannschaft des FC St. Gallen aufgenommen. Sein Debüt gab er im letzten Heimspiel der Saison beim 5:1-Sieg gegen den FC Aarau. Nach seinem Abschied aus St. Gallens zweiter Mannschaft 2018 spielte er erst ab 2024 wieder im Ligabetrieb.